# 不義理の日
不義理の日（ふぎりのひ）とは毎年4月1日、親しい人に手紙を送る風習のことである。また、現代のエイプリルフール同様にどんな嘘でもまかり通る日とする説もある。

## 怪しい出典
高田馬場の決闘の前、中山安兵衛のもとへ叔父から手紙が届いた。その日はちょうど不義理の日であったため普段から飲兵衛の安兵衛の深酒をたしなめるものであると思った安兵衛は手紙を開けずに無視した結果、実はその手紙の内容は育ての親同然の叔父（菅野六郎左衛門）が村上庄左衛一味と決闘するというものであり、酔いが覚めた後にその事実を知った安兵衛はやられてしまった叔父の仇討ちをするという話が不義理の日という行事の確認できる最も古い用例とされるがそもそも高田馬場の決闘は元禄7年2月19日のこととされるため出典がそもそも怪しい。

## 『元禄快挙録』に載る記録
『元禄快挙録』中篇百七十話には中山安兵衛が伝えられてすぐに後事は後事、設（）ひ遺嘱（）が無いとても、伯姪（）の間柄、心配す可きは 當 然である。今はそれ處で無い。現在伯父の危急に際し、手を束（）ねて已（）まる可きやと語り追取り刀で（急いで）決闘の場に向かったことが書かれている。なお安兵衛は向かう途中、牛込馬場で酒屋を見つけ、気付けの酒を飲んでから決闘の場に駆けつけたという。